# Stjørnfjorden
Stjørnfjorden er en fjordarm af Trondheimsfjorden i Bjugn, Ørland og Indre Fosen kommuner i Trøndelag fylke i Norge. Fjorden har indløb mellem Jektvikan i nordvest og Bakstein i sydøst. Fjorden strækker sig 20 km  mod nordøst til hvor den deler sig i to fjordarme,   Nordfjorden og Sørfjorden; Mellem de to fjordarme ligger Råkvåghalvøen.
Ved indløbet ligger bygden Austrått på nordsiden. Lidt længere indover ligger landsbyen Høybakken. På sydsiden af fjorden ligger Fevåg.   Råkvåg ligger ved starten af Nordfjorden, mens landsbyen Sørfjorden ligger inderst i fjorden med samme navn. Bjugnfjorden ligger omkring 6 kilometer nord for Stjørnfjorden. 
Fv718 går langs sydsiden af fjorden, mens Fv231 går langs dele af nordsiden. 
Der findes et endnu ikke realiseret projekt ved Kystveikommiteen (sic) med at koble Ørland og Bjugn til Rissa med bro forsynet med vindturbiner, bølge- og tidevandskraft. Broen skal således producere strøm af vind, bølge- og havstrømme. Systemet er opfundet af Ben-Tommy Eriksen i NorNet. Både SINTEF og NTNU er med på prosjektet. En tilsvarende bru er på prosjektplanet i Bø i Vesterålen.

I 1937 blev Stjørnfjorden nævnt med navn, sammen med andre områder i Sør-Trøndelag fylke, i Norges lover: forbud mod at bruge sildesnurrevod.

Loven blev indført af Fiskeridirektoratet.